# Xã Mount Zion, Quận Macon, Illinois
Xã Mount Zion (tiếng Anh: Mount Zion Township) là một xã thuộc quận Macon, tiểu bang Illinois, Hoa Kỳ. Năm 2010, dân số của xã này là 7.131 người.